# نقش بارز

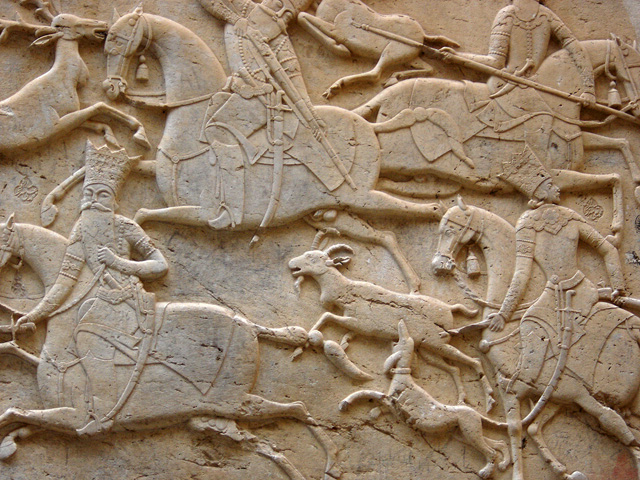
نقش بارز-وسطي فارسي (mezzo-rilievo) من حقبة القاجاريون، موجودة في تنج ساواشي في إيران, التي يمكن أيضًا وصفها بأنها مرحلتين من النقش البارز المنخفض.

النقش البارز أو النحت البارز، هو نوع من النحت يُعطِي انطباع بأن المنحوتة جُسّمت فوق سطح الخلفية. ما يتمّ فعليًا عندما تنقش منحوتة من سطح مُسْتَوٍ أو حجرًا أو خشبًا هو إنْقَاص لحيزيها، تاركًا أجزاء بارزة غير منحوتة. يعتبر الأسلوب المُضمن نقشًا على الخلفية، والذي يستغرق وقتًا طويلًا مع تأثير فني قليل إذا ماكانت الخلفية مستويه كفايتًا. من ناحية أخرى، يُحفظ النقش البارز بتكوين الجزء الخلفي من الخامة المُستخدمة، ويصبح أقل هشاشة وأكثر أمانًا من المنحوتات الآخرى، خصوصًا منحوتات الأشخاص التي تجسدهم وهم واقفين فتصبح منطقة الكاحل نقطة ضعف مُحتملة، خصوصًا في الحجري منها. في المواد الأخرى مثل المعادن والجص والأسمنت والخزف والورق المعجن، يُمكن أن يُضاف النموذج أو يُرفع من الخلفية، ومن ثم يتم إجراء النقوش البرونزية التذكارية بواسطة الصب.
للنقش البارز درجات مُختَلِفة تبعًا لدرجة بُرُوز النموذج المنحوت عن الحيز، والتي لا تزال تستخدمها فيها بعض الأسماء الإيطالية. النطاق الكامل ويشمل النقش البارز-المرتفع، حيث يظهر أكثر من 50% من العُمْق والذي قد يخلق مناطق ضعيفه، والنقش البارز-الوسطي، والمنخفض أو الغائر، والسطحي، حيث تصبح النقوش أصعب من مجرد خدوش فهو يتطلب إزالة المواد من الخلفية. هناك أيضًا النقش الغرق لذي كان مقتصرا في الأساس على مصر القديمة. لَكِنّ التميز بين النقش البارز المرتفع والمنخفض يبقى الأكثر وضوحًا وأهمية، والمصطلحان الوحيدان للتناقش حول معظم العمل. تعريف هذه المصطلحات أمر متغير نوعا ما، فالعديد من الأعمال تجمع بين مناطق استخدم به أكثر من واحد منهم، وفي بعض الأحيان تمزج بينهما في عمل واحدة؛ وفقا لذلك يفضل بعض الكتاب تجنب كل هذه الفروق. نقيض النحت البارز هو النحت المُعاكس أو كافو-ريليفو، حيث يتم قطع النموذج إلى حيز أو الخلفية بدلا من بروزه منه، وهذا أمر نادر الحدوث جدًا في المنحوتات التذكارية.
النقوش البارزة شائعة على جدران المباني واشياء آخرى متنوعة، وسلسلة من عدة لوحات أو مقاطع من النقوش البارزة قد تمثل سردًا الموسعًا. النقش البارز هو الأكثر ملاءمة لتصور موضوعات معقدة بها العديد من الشخصيات والطروحات النشطة جدًا، كالمعارك. تم طلاء معظم النقوش المعمارية القديمة، الأمر الذي ساعد في تحديد أشكال النقوش البارزة-المُنخَفضة. موضوعات النقوش تستخدم كمرجع مناسب ومفترض في هذه المقالة أن تكون لشخصيات، ولكن في نحت النقوش البارزة غالبًا ما تصور أنماط زخرفية هندسية أو أوراق الشجر، كما في الأرابيسك بالفن الإسلامي، أويمكن أن تكون عن أي موضوع.

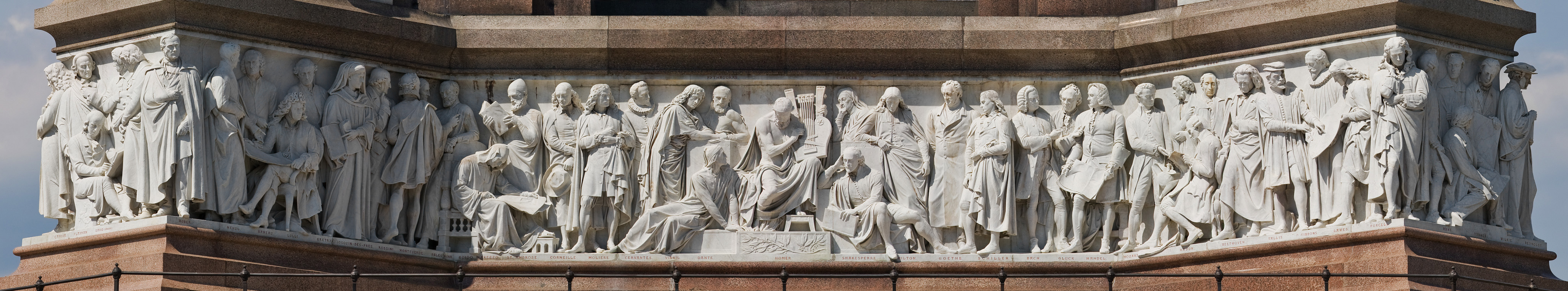
وجه للنقش البارز-المرتفع إفريز من بارناسوس حول قاعدة نصب ألبرت التذكاري في لندن. معظم الرؤس والعديد من الأقدام في حالة تفتت تام، لكن باقي الأجزاء متشاركه مع السطح الخلفي.

## الأنواع

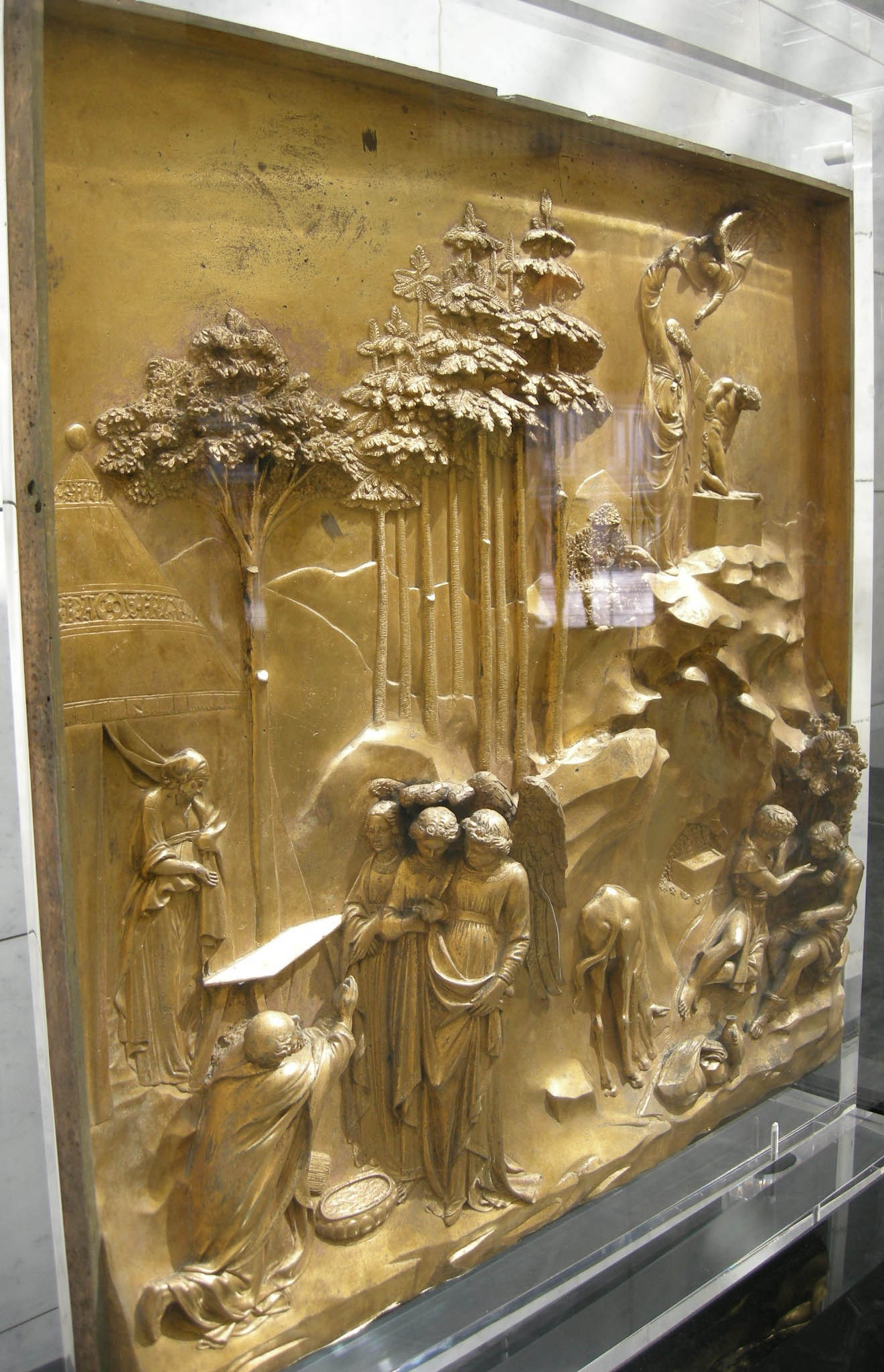
مصبوبة لورنزو جبرتي من الذهب البونزي «بوابات الجنة» على معمودية فلورنسا في فلورنسا، إيطاليا، تم الجمع بين النقوش المرتفعه للشخصيات الرئيسية مع خلفيات معظمها بالنقش-المنخفضة.

التفْريق بين النقش البارز-المرتفع والمنخفض غير موضوعي إلى حد ما، وكثيرًا ما يتم الجمع بين الاثنين في عمل واحد. بصفة خاصة، معظم الأعمال المُتاَخّر من «النقوش البارزة-المرتفعه» تحتوي على المقاطع من النقش-المنخفض، وعادة ما تكون في الخلفية. العديد من الشخصيات بمنحوتة إفريز البارثينون، لديهم رؤوس بالنقش المرتفع، والساقين بالنقش منخفضة؛ الشخصيات طفيفة الإسقاط تنشئ بهذه الطريقة ترى بشكل جيد في النقوش التي ينظر إليها من الأسفل.

### النقش المُنخفض/الغائر
النقش الغائر (بالإنجليزية:  bas-relief or low-relief)‏ هو صورة إسقاطية تبرز عن خلفيتها بعمق ضئيل، والذي يُسّتخدم على القطع النقدية. النقوش الغائرة، تصبح بلا معنى إذا تم رؤيتها من الجانب، ولكن من الجبهة الأمامية تظهر الاختلافات الصغيرة كصورة ثلاثية الأبعاد.

## معرض صور

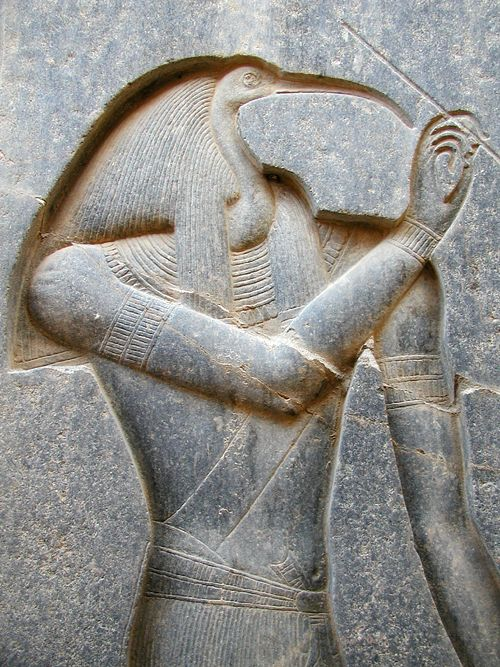
Sunk relief as low relief within a sunk outline, from the معبد الأقصر in Egypt, carved in very hard جرانيت
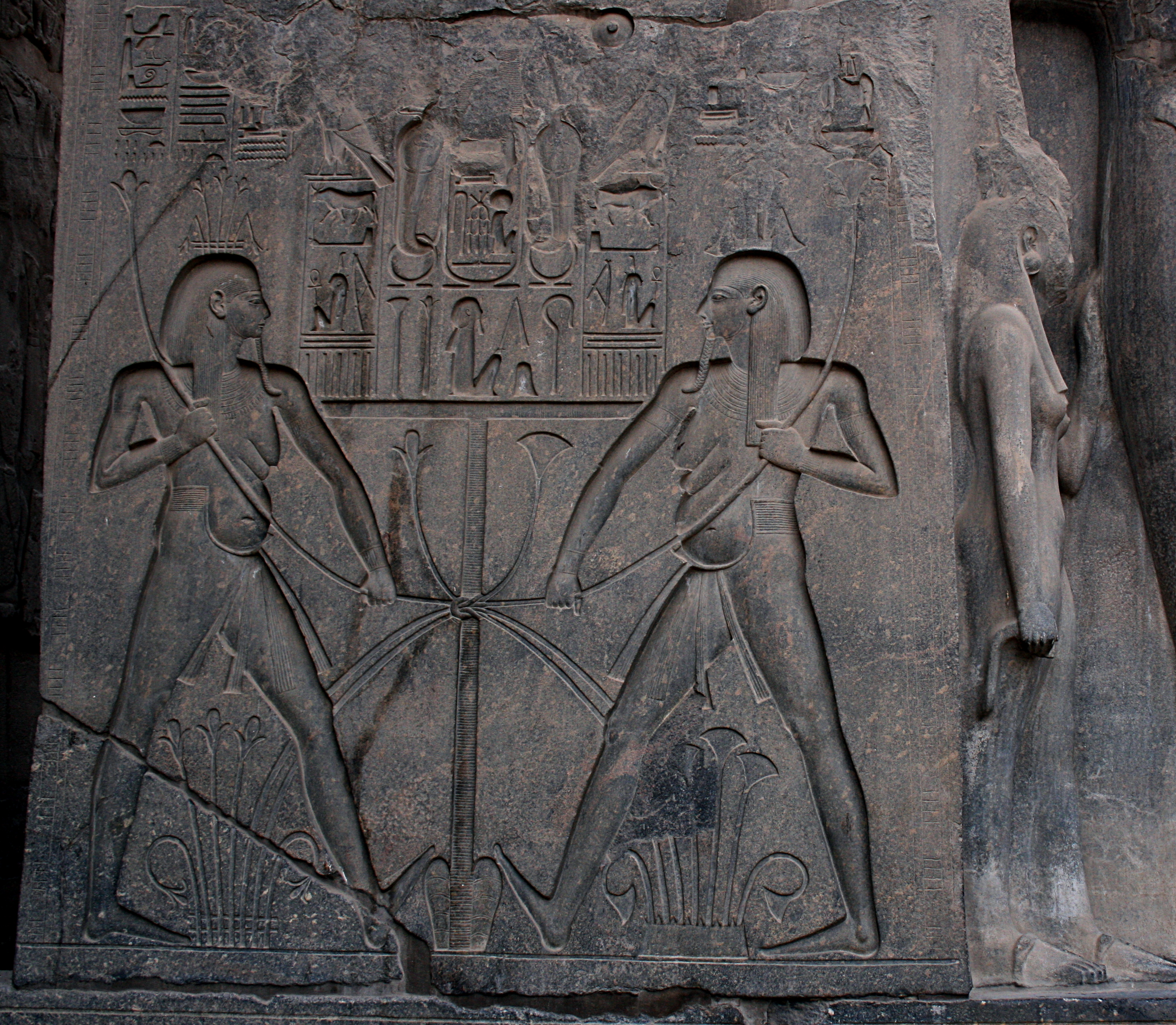
low relief within a sunk outline, linear sunk relief in the هيرغليفيةs, and high relief (right), from Luxor
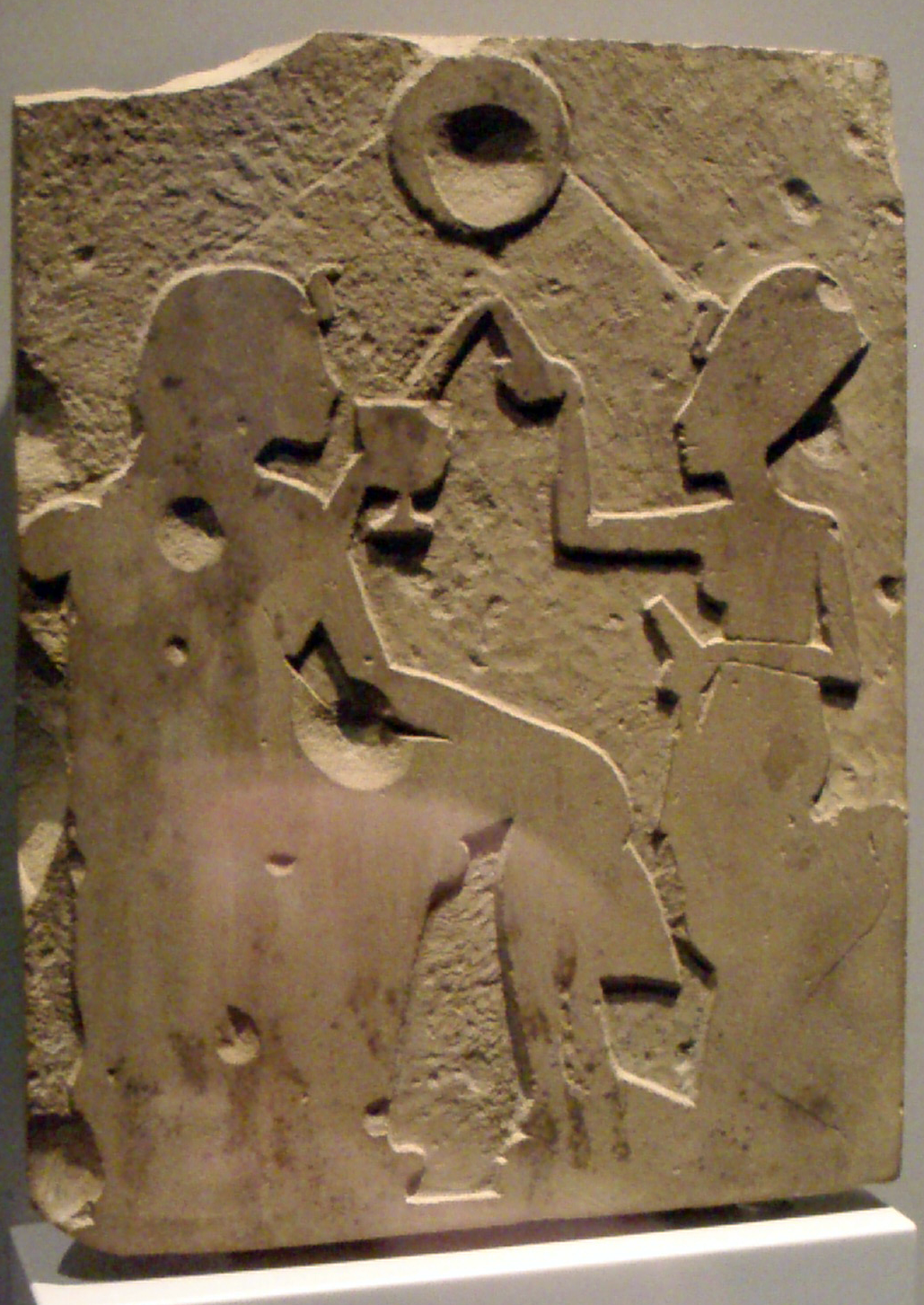
"Blocked-out" unfinished low relief of أخناتون andنفرتيتي; unfinished Greek high-reliefs show the same method of beginning a work.
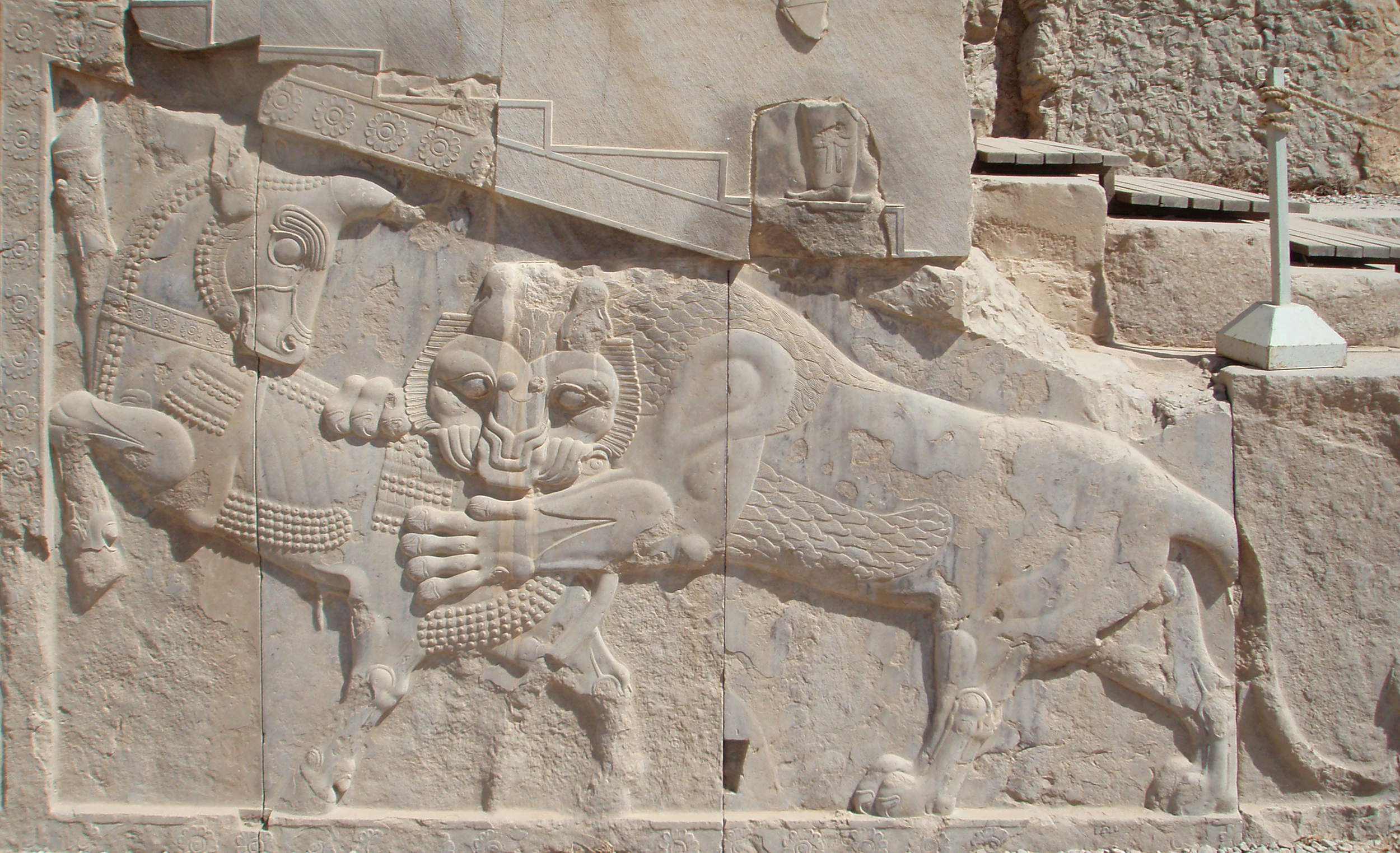
نقش بارز in تخت جمشيد - a symbol of زرادشتية Nowruz - in day of a spring اعتدالان (فلك) power of eternally fighting bull (personifying the الأرض), and a lion (personifying the صن ميكروسيستمز), are equal
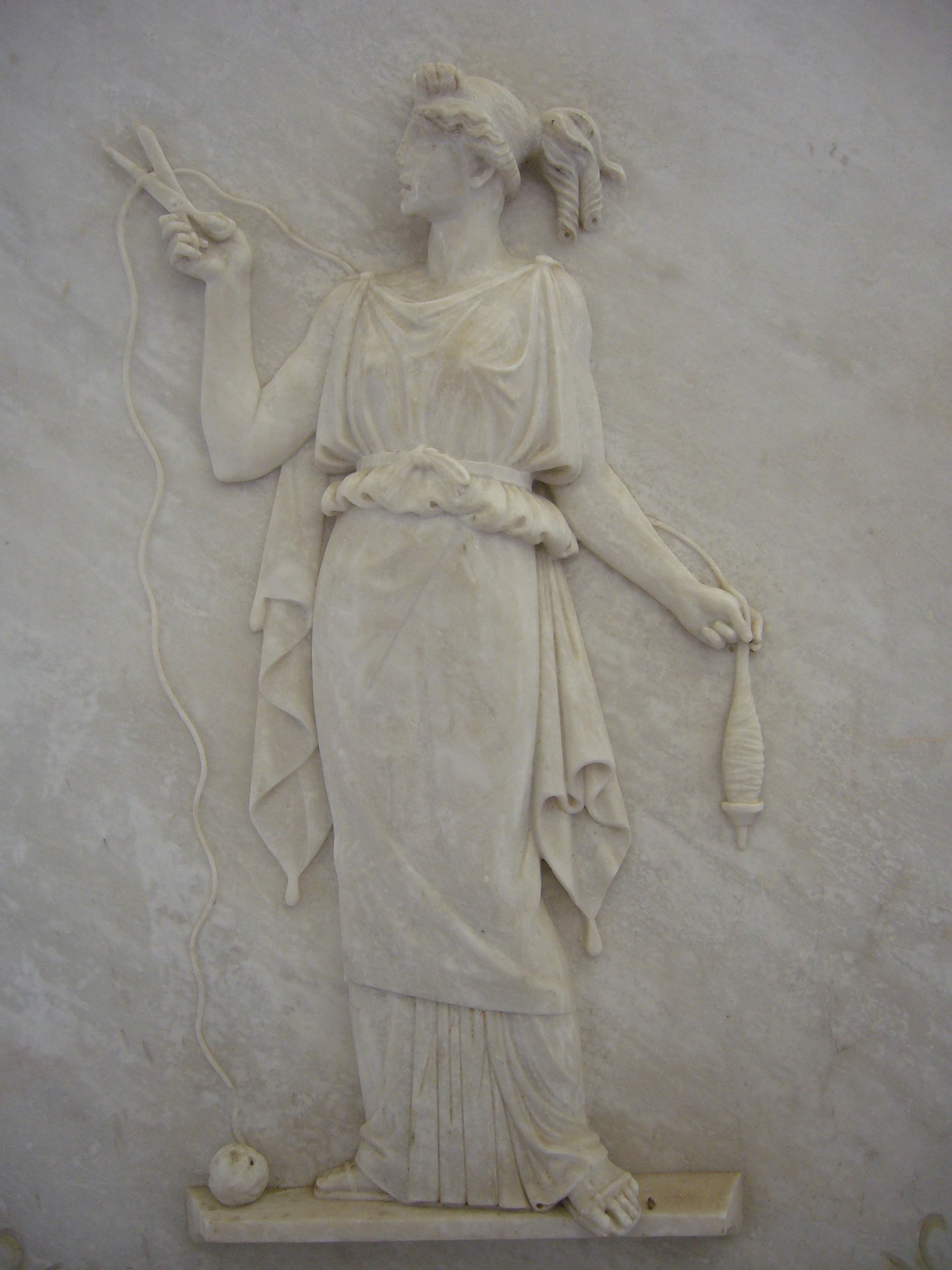
أتروبوس cutting the thread of life. Ancient Greek low relief.
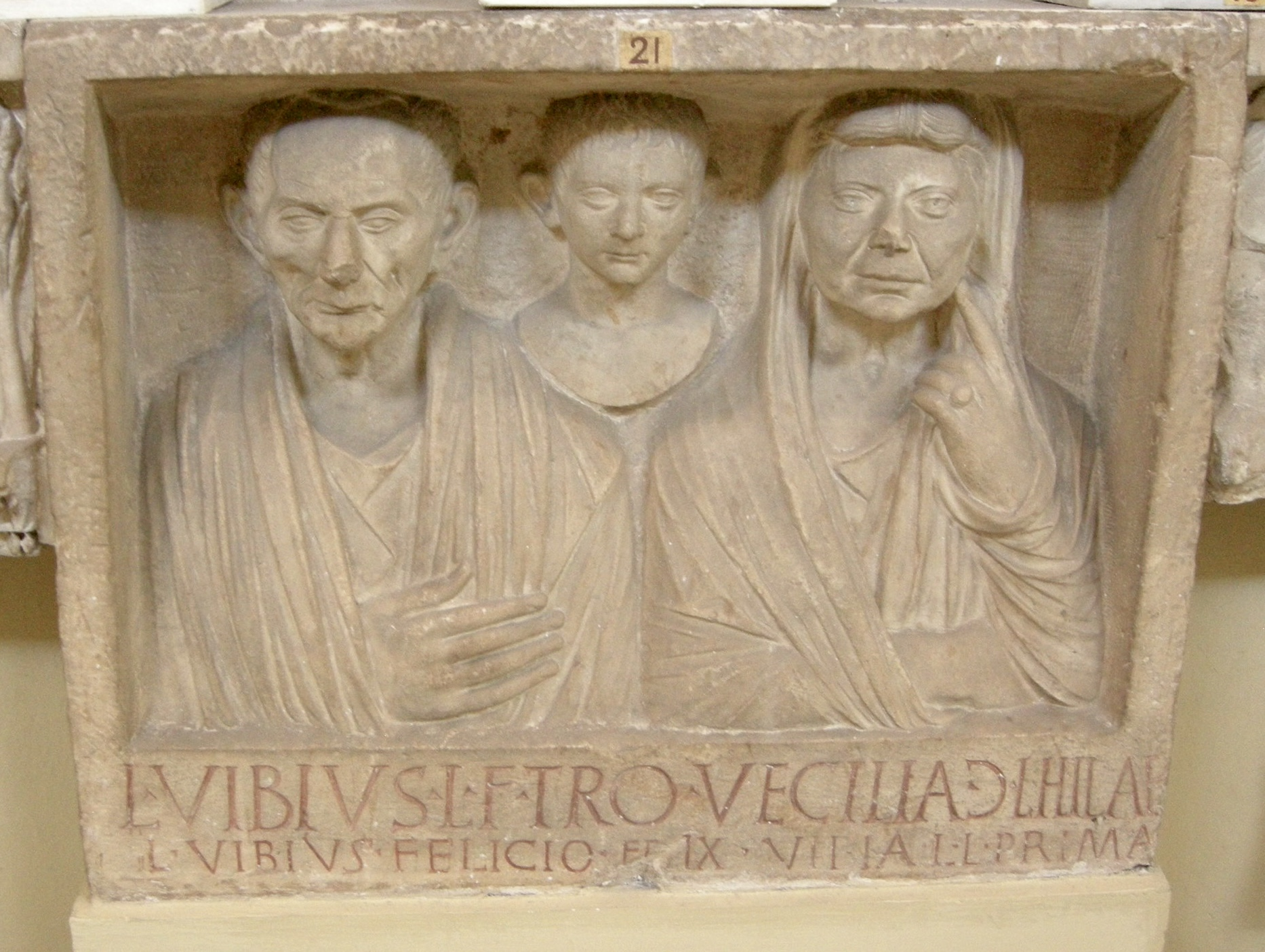
Roman funerary relief with frame at original level, but not sunk relief
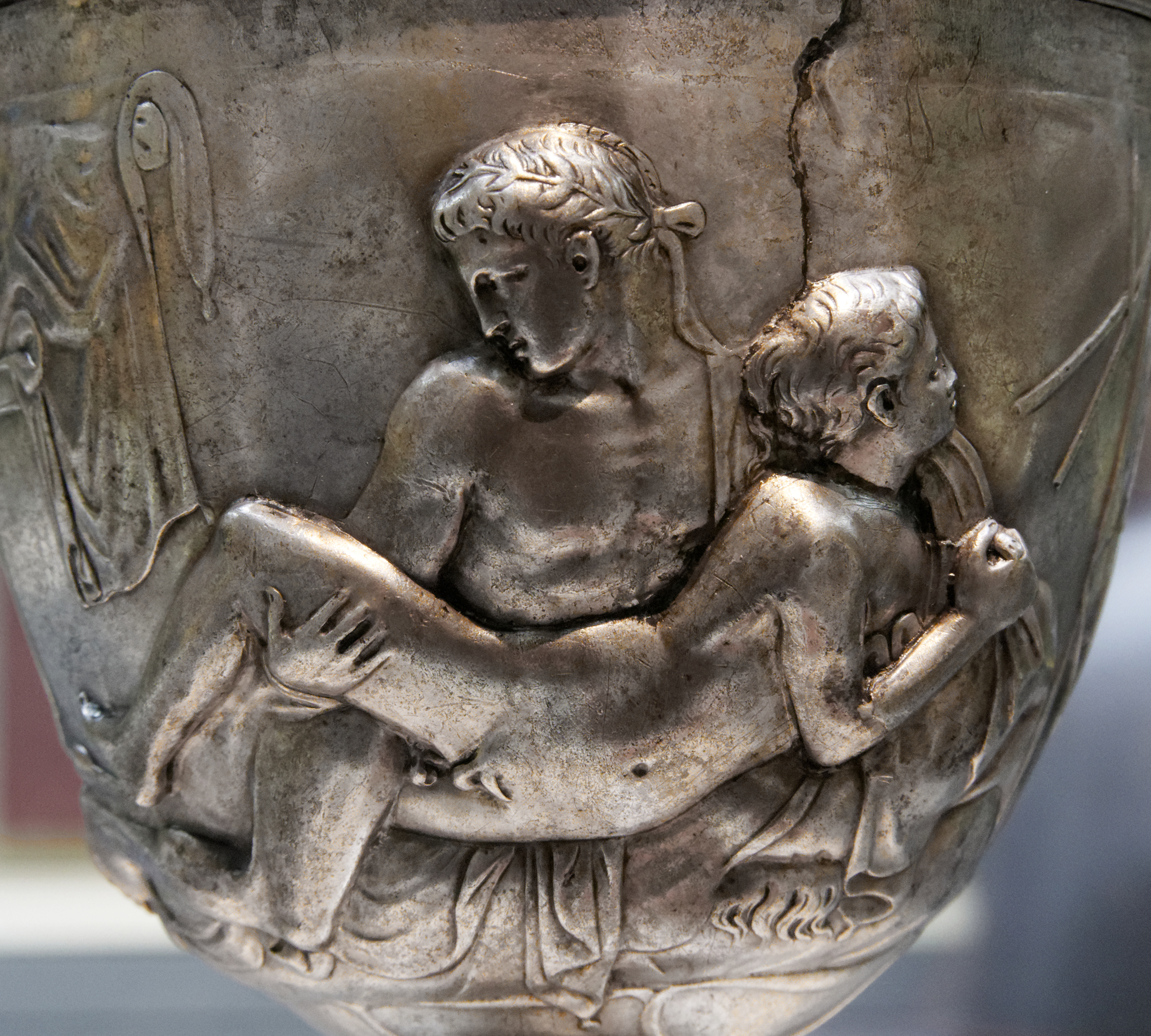
The Roman Warren Cup, silver التقبيب work
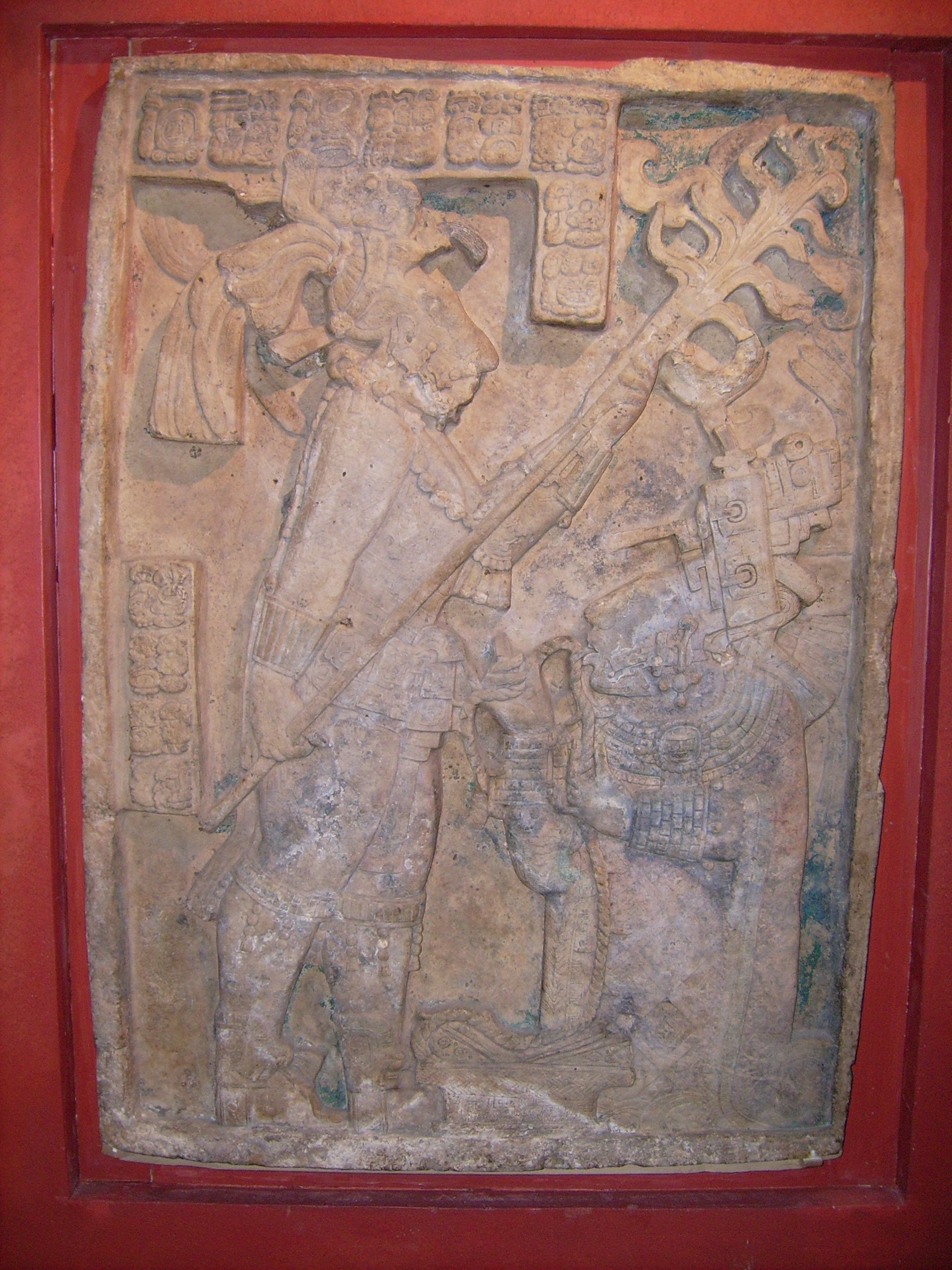
Yaxchilan ساكف 24, a فن المايا القديم carving depicting a قربان
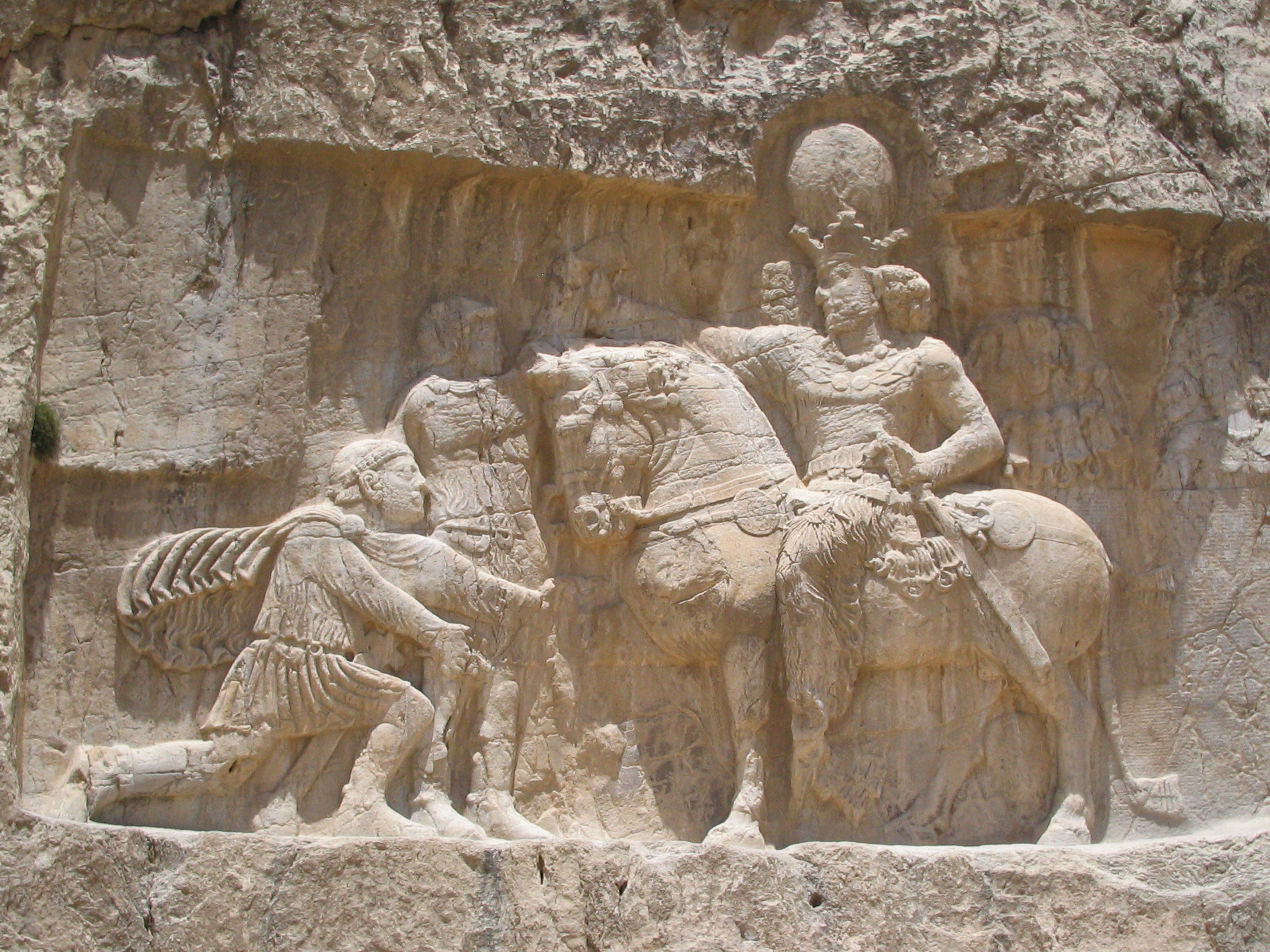
Rock-face relief at نقش رستم of Persian emperor سابور الأول (on horseback) capturing Roman emperors فاليريان (kneeling) and فيليب العربي (standing)
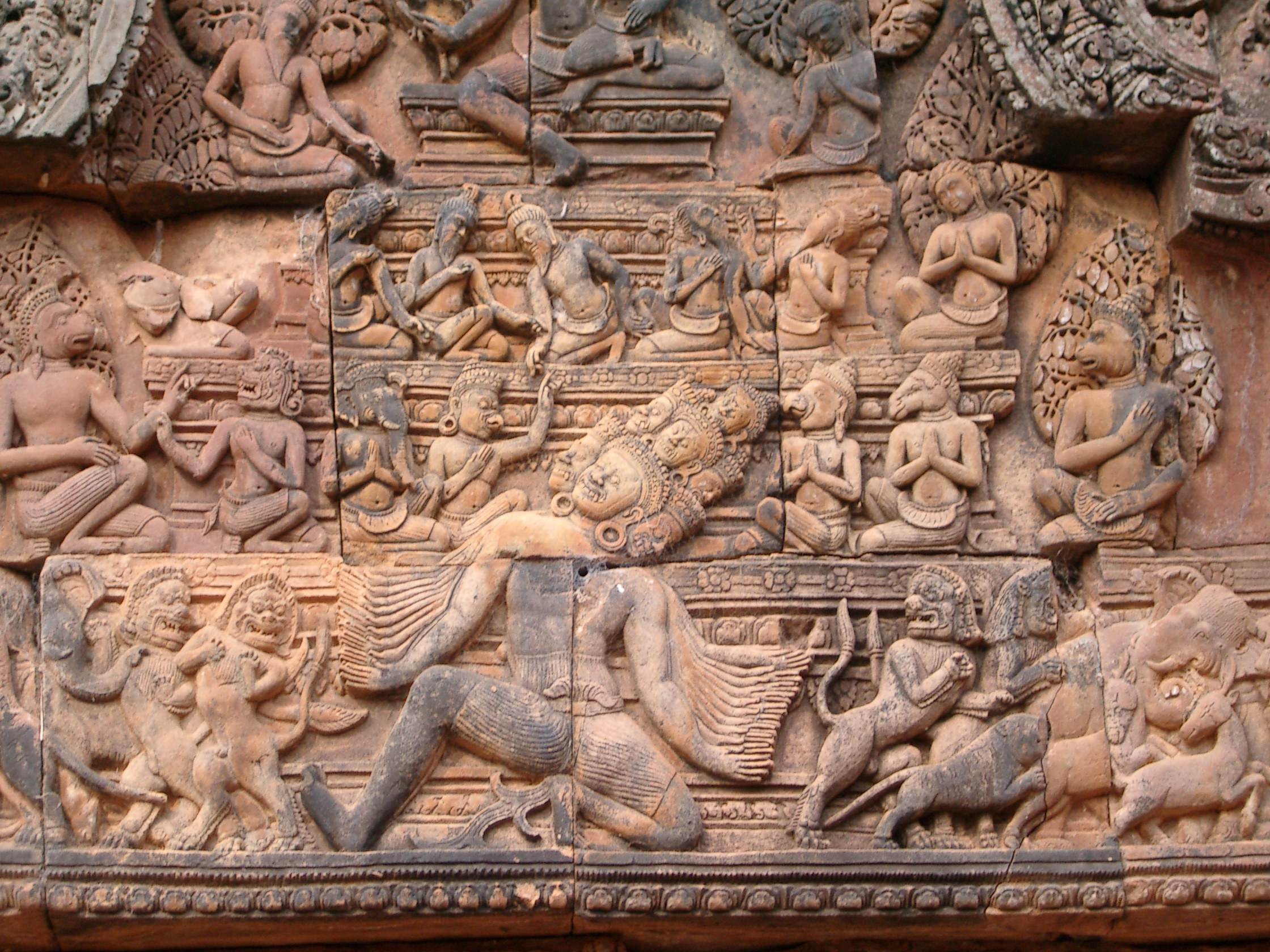
A bas-relief at Banteay Srei in كمبوديا depicts رافانا shaking Mountجبل كايلاش, the Abode of Lord Siva.
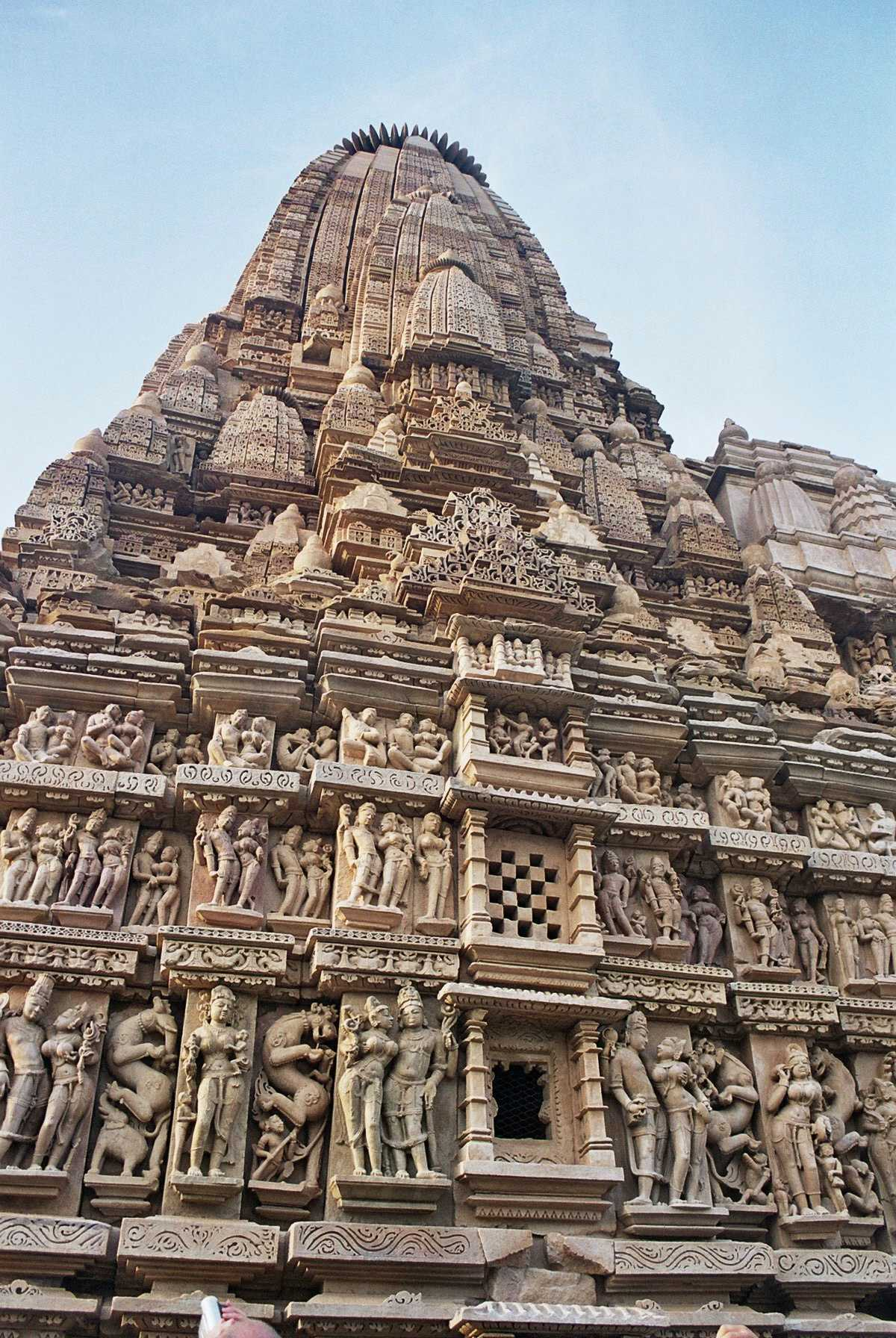
Temple at مجموعة آثار خاجوراهو, India
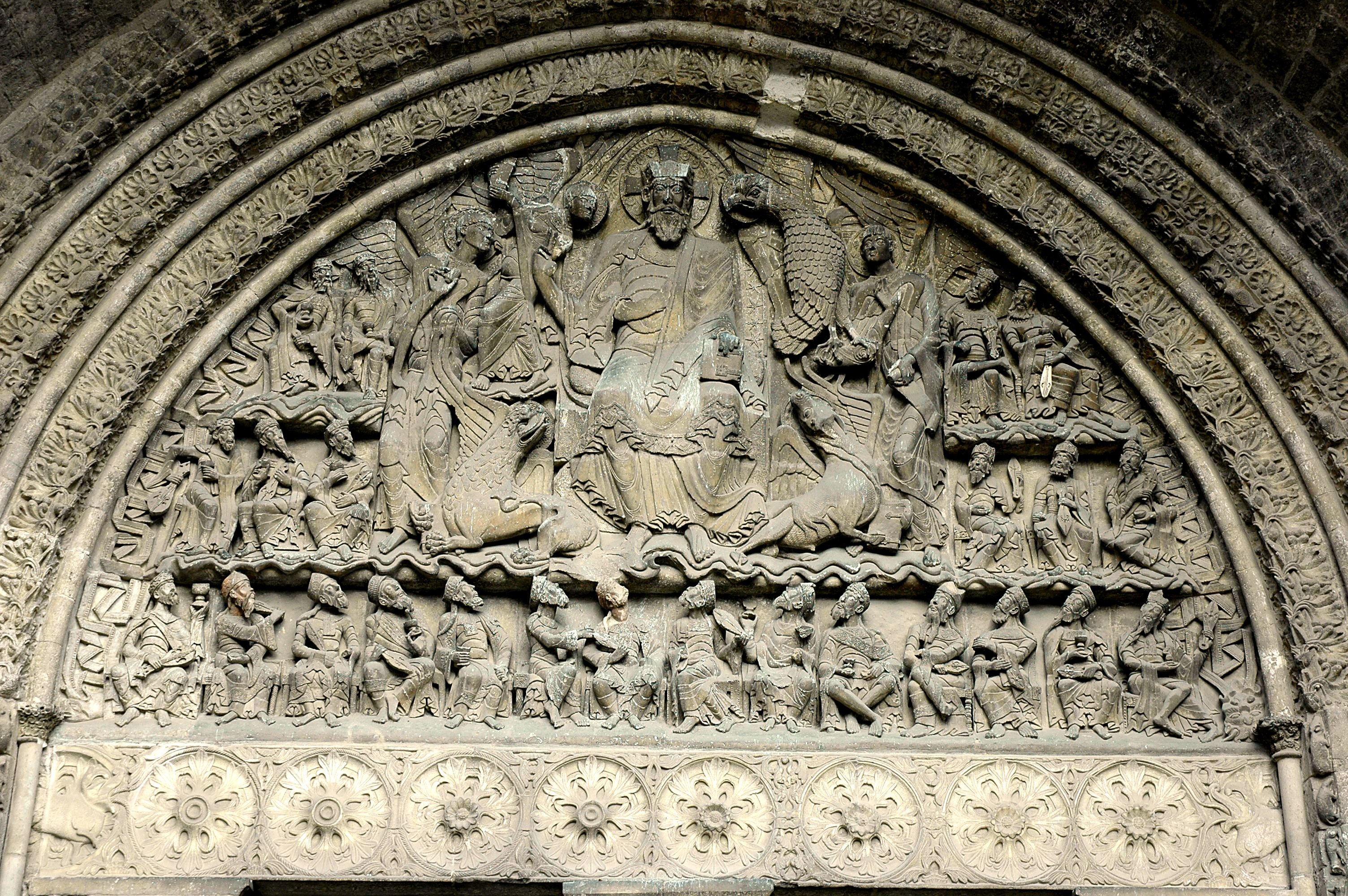
The 12th century فن رومانسكي portal ofChrist in Majesty at مواساك  [لغات أخرى]‏ Abbey moves between low and high relief in a single figure.
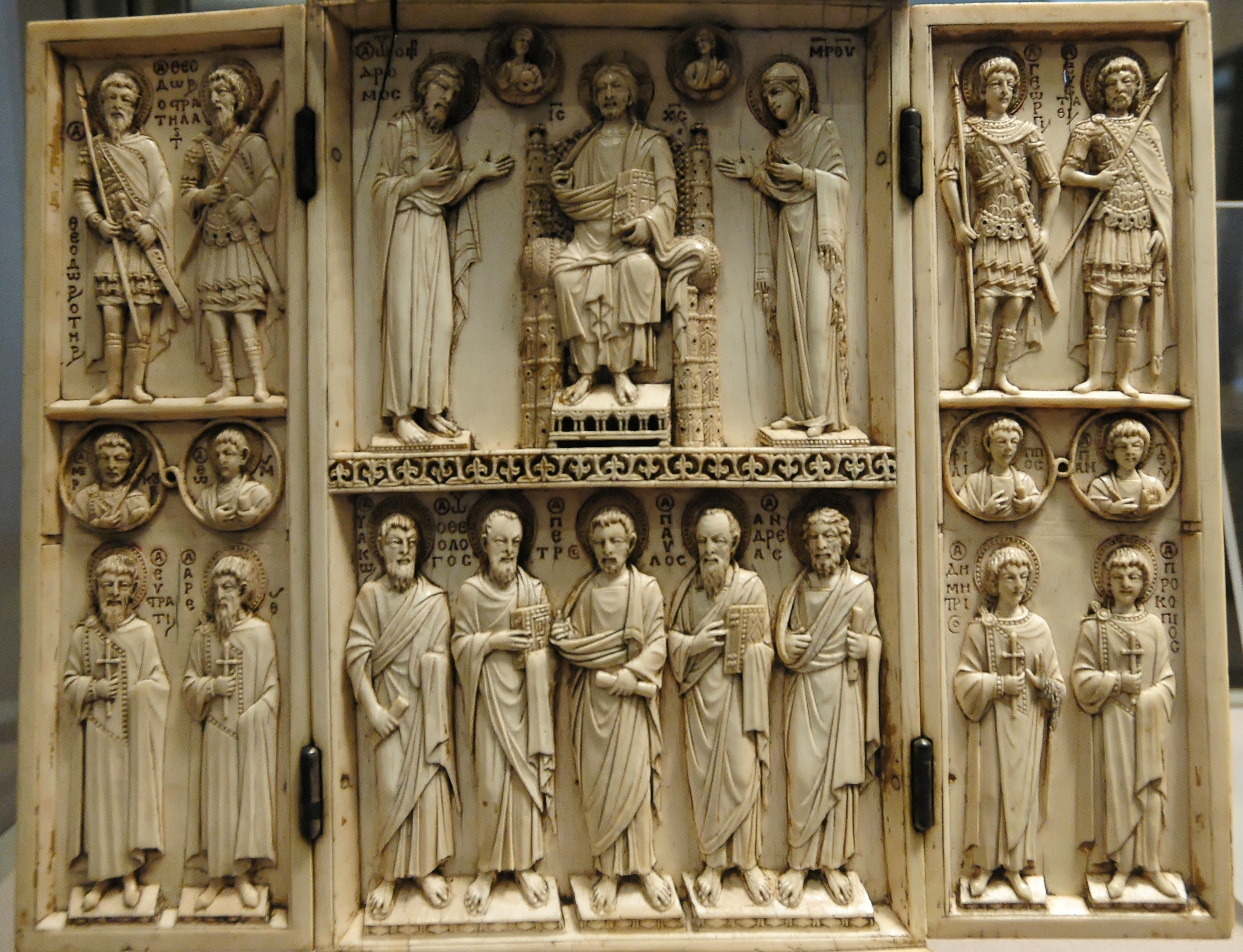
Harbaville Triptych, Byzantine ivory
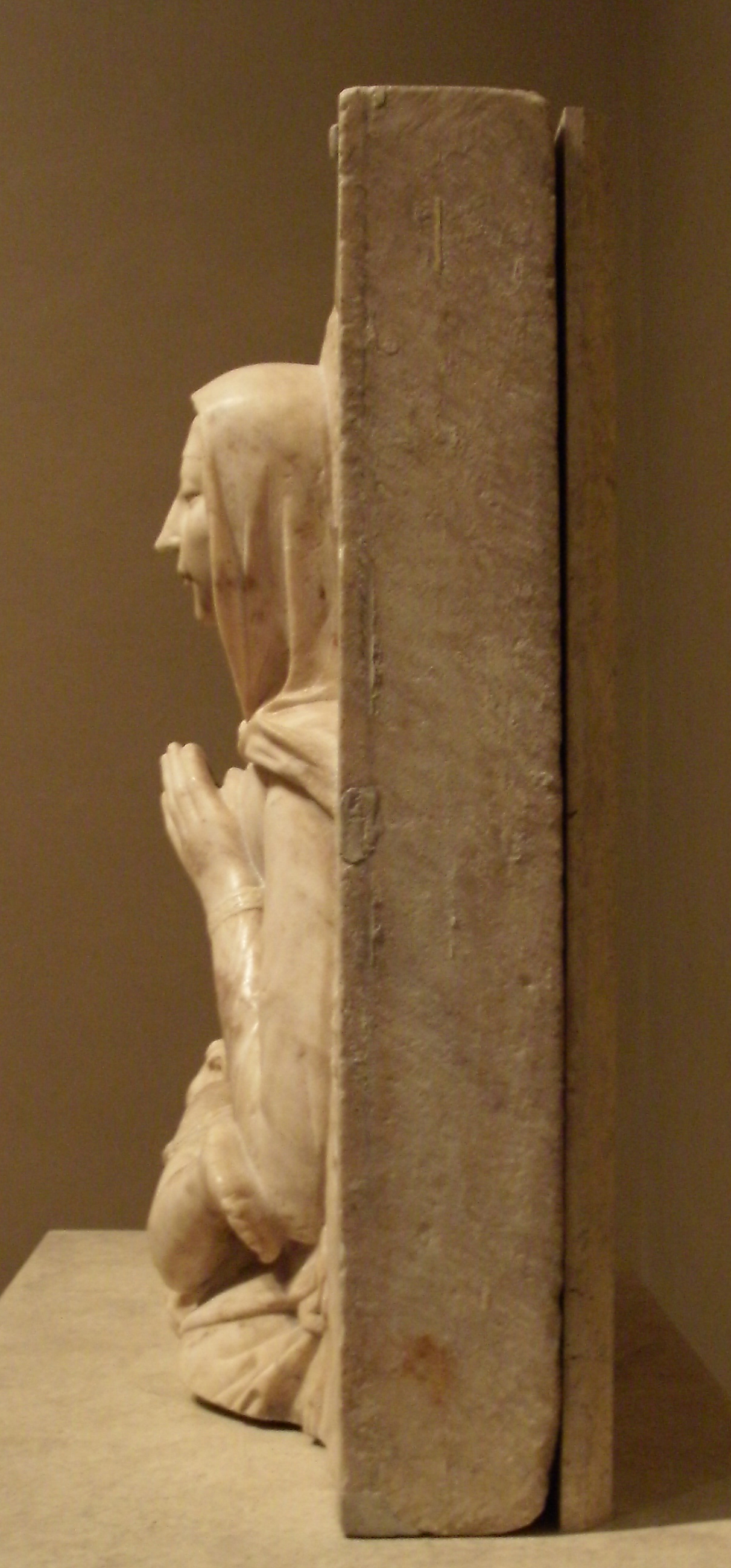
Side view of high relief: Madonna and Child, marble of c. 1500/1510 by an unknown north Italian sculptor
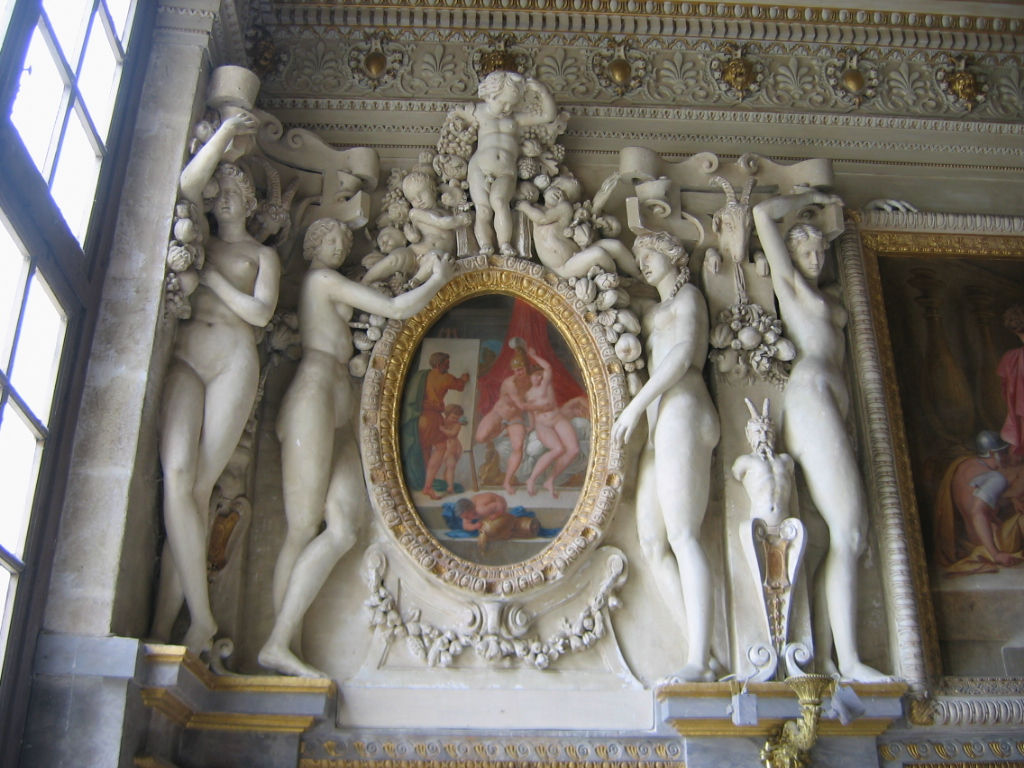
The elaborate زخارف جصية (plaster) reliefs decorating the قصر فونتينبلوwere hugely influential. Low-relief decorative إفريز above.
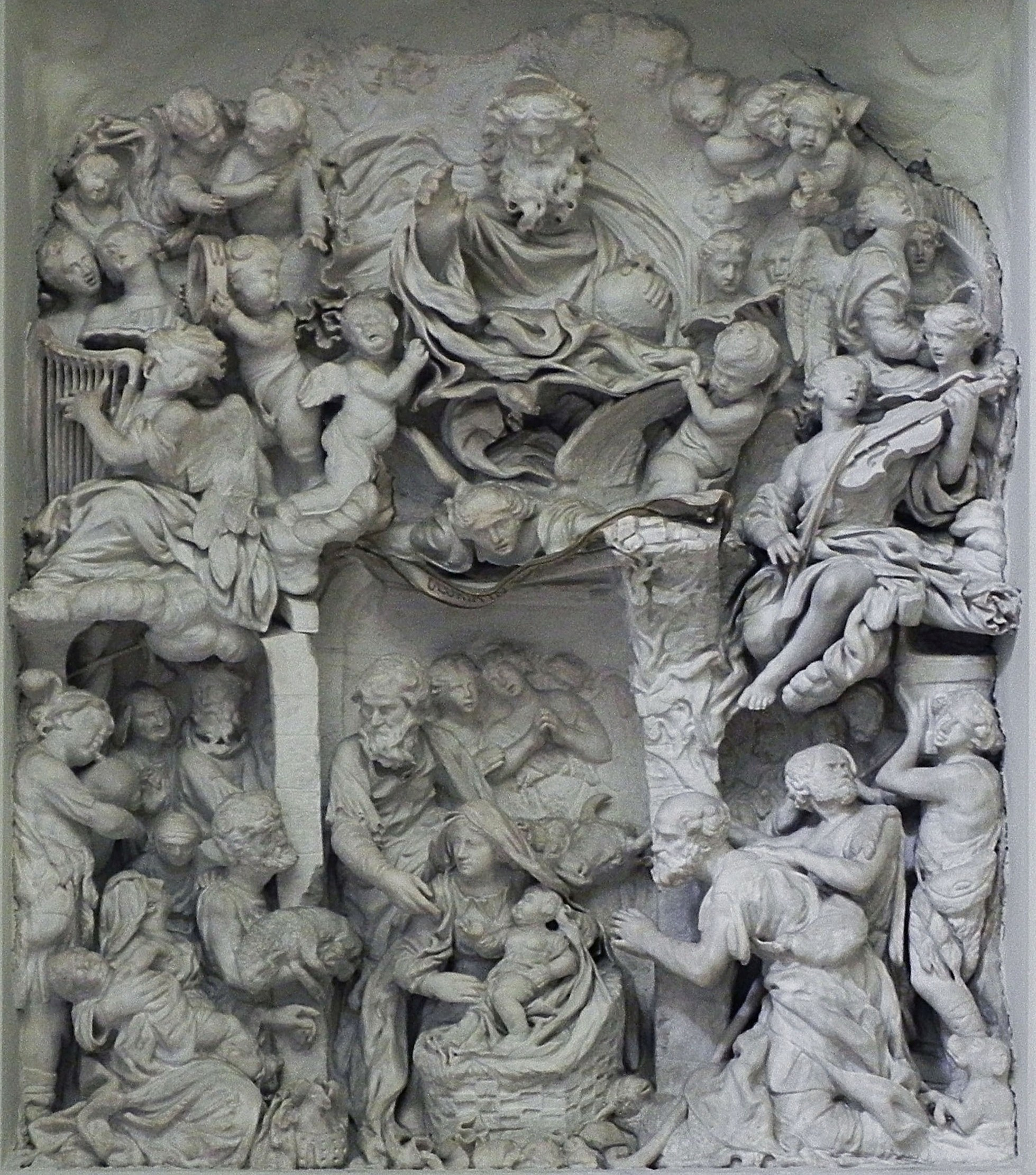
Baroque marble high-relief by Francesco Grassia, 1670, Rome
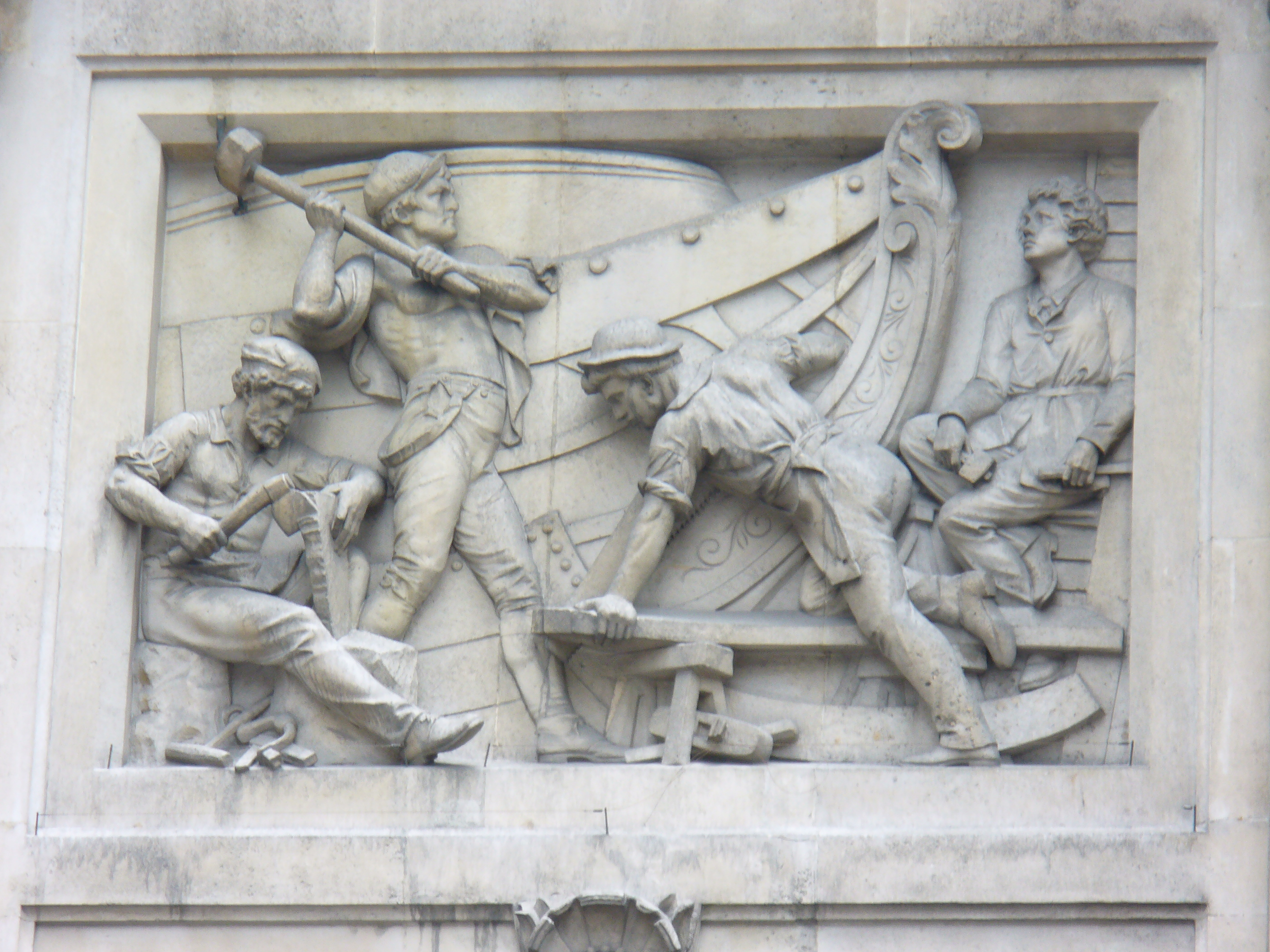
A relatively modern high relief (depicting shipbuilding) inBishopsgate, لندن. Note that some elements jut out of the frame of the image.
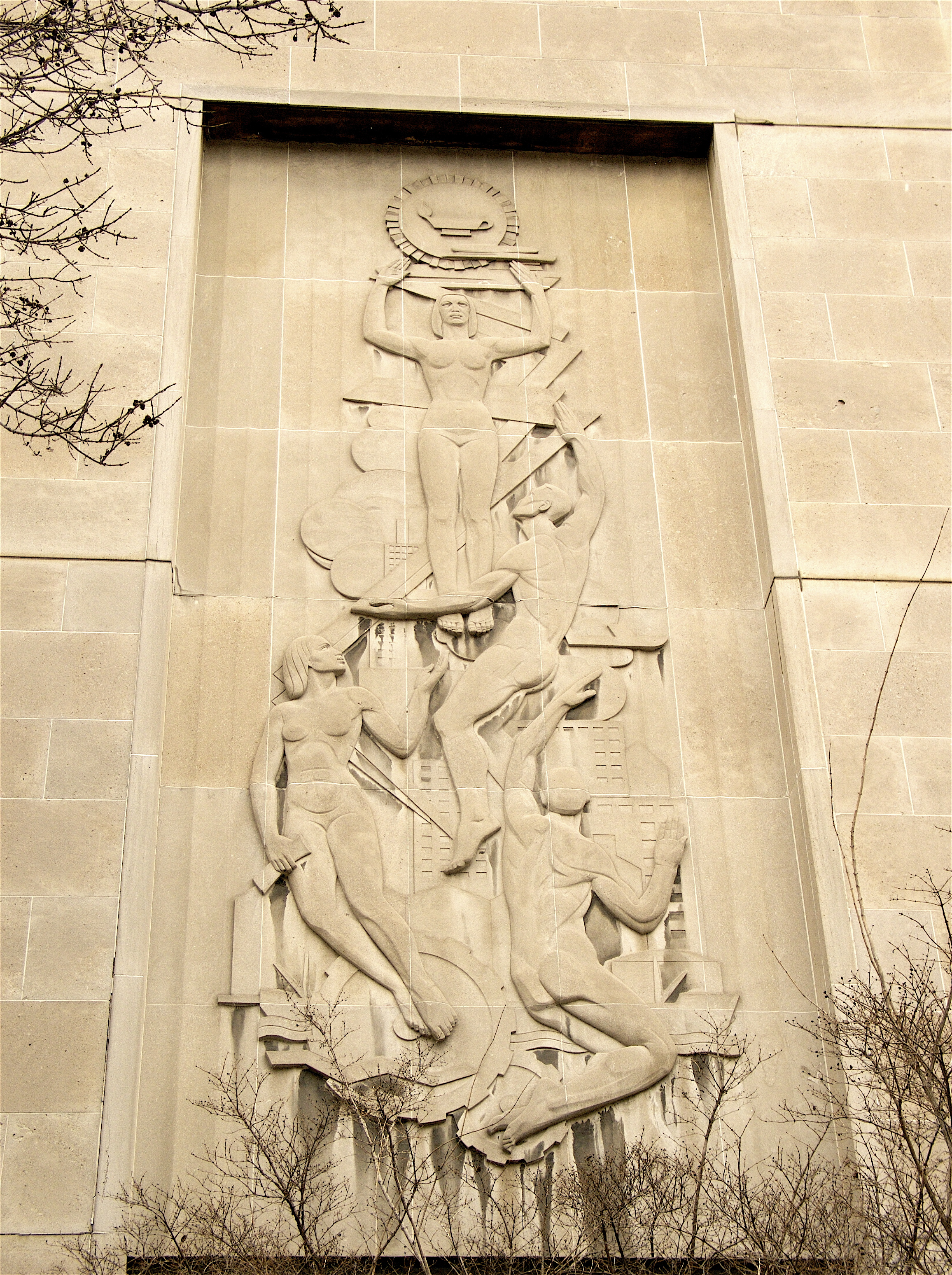
Elizabeth Wyn Wood's نقش بارز at جامعة رايرسون in تورونتو
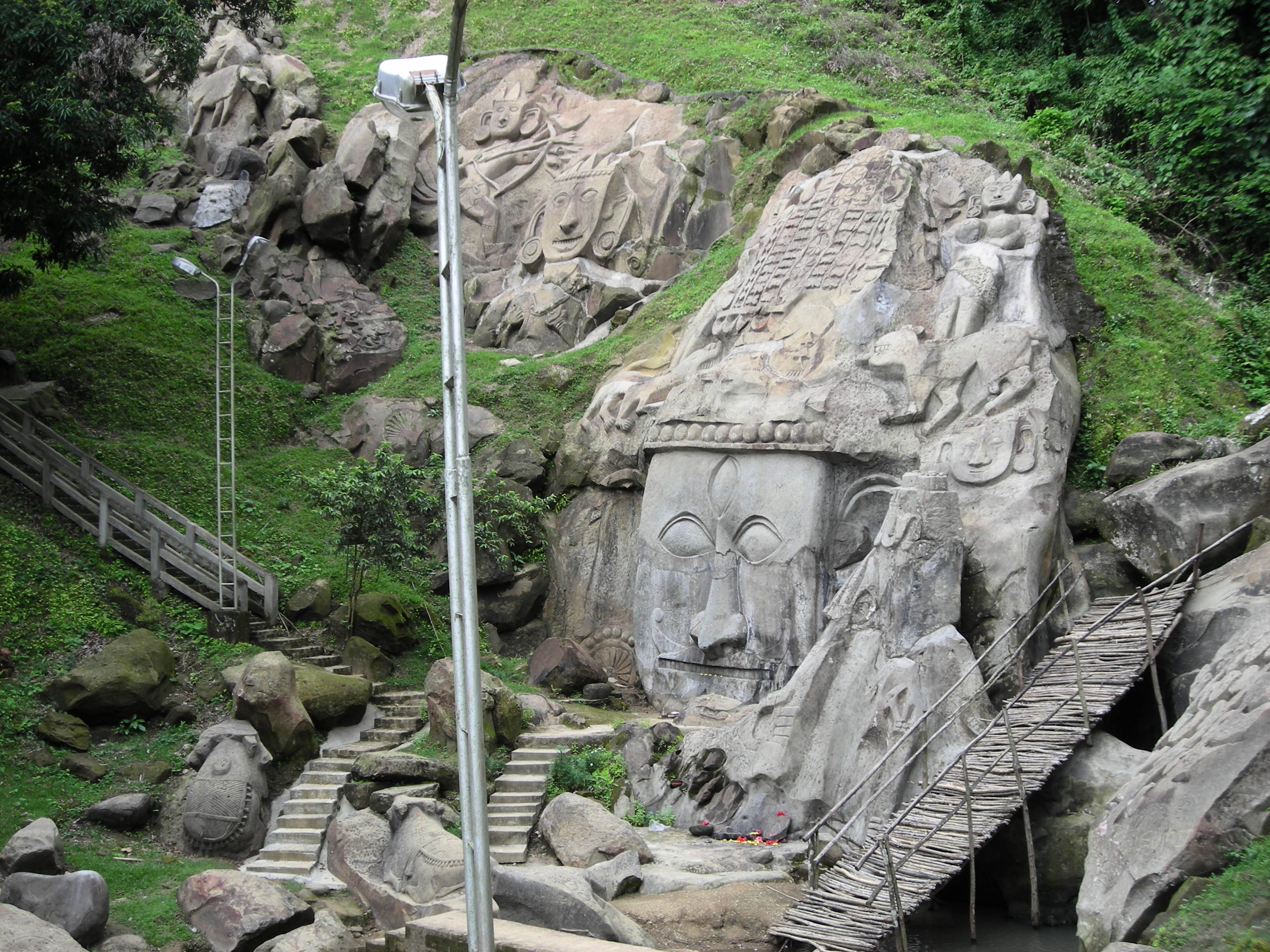
Colossal Bas-Relief Sculptures at Unakoti, ترايبورا, India

## وصلات خارجية
- (أنجليزية) Heilbrunn Timeline of Art History, "American Relief Sculpture", Metropolitan Museum of Art, ولاية نيويورك.
- (أنجليزية) Melissa Hardiman, "Bas-Relief Pathfinder"